# Яхниковский сельский совет
Яхниковский сельский совет (укр. Яхниківська сільська рада) — входит в состав
Лохвицкого района
Полтавской области
Украины.
Административный центр сельского совета находится в 
с. Яхники.

## История
- 1920 — дата образования.

## Населённые пункты совета
- с. Яхники
- с. Романиха
- с. Шмыгли

## Ликвидированные населённые пункты совета
- с. Закроиха